# Studebaker-Packard Corporation
La Studebaker-Packard Corporation è stata una compagnia statunitense creata dopo l'acquisto della Studebaker, casa automobilistica di South Bend, da parte della Packard, azienda di Detroit operante nello stesso settore, avvenuto nel 1954; la Studebaker era la più grande delle due, ma la Packard aveva bilanci migliori. Fu attiva fino al 1962, quando la denominazione delle vetture tornò a citare il solo nome della Studebaker.
Da parte della Packard, c'era la speranza di beneficiare della vasta rete di distribuzione della Studebaker, mentre quest'ultima credeva di ricevere vantaggi dalla maggior liquidità della Packard.
Una volta che le due case automobilistiche consolidarono i propri bilanci, un nuovo progetto, ideato dal presidente della Packard James J. Nance e dal presidente della Nash-Kelvinator, George Walter Mason, prevedeva che la compagnia combinata Studebaker-Packard si sarebbe unita alla Nash-Kelvinator ed alla Hudson Motor Car Company nella nuova American Motors Corporation, con i quattro marchi in essa attivi. L'intenzione era quella di procedere ad una fusione delle case automobilistiche statunitensi indipendenti in un'unica società.
L'operazione fu però più complicata del previsto, e la nascitura compagnia fu sorpassata quasi immediatamente dalla Chrysler, che diventò la terza azienda statunitense produttrice di automobili, divenendo una dei membri del Big Three. L'improvvisa morte di George Walter Mason nel 1954, e le successive dispute tra le società, preclusero la fusione delle compagnie, e la società non entrò a far parte della American Motors.
Alla Packard si resero presto conto che la situazione in Studebaker era peggiore del previsto, soprattutto in relazione alla situazione finanziaria e alle vendite. Rispetto alle 282.000 vetture previste vendute, nel 1954 la compagnia immise sul mercato solamente 82.000 esemplari. Oltre a questo, nel 1956, la Studebaker perse circa il 30% dei concessionari.
La Studebaker-Packard cercò di riorganizzarsi; in questo nuovo assetto la Studebaker si occupò di produrre e commercializzare autovetture di media gamma e autocarri, mentre la Packard rioccupò il mercato di auto di lusso. Quest'ultima operazione era uno degli obbiettivi di Nance fin dall'inizio della sua presidenza alla Packard nel 1952. Il gap tra le due categorie di modelli fu colmato con il lancio della Clipper. Tecnicamente, era una Packard più leggera, costruita a Detroit come le sue antenate. La produzione della nuova generazione di automobili avrebbe dovuto essere concentrata in un solo sito, e  vi era un programma dettagliato di condivisione dei componenti tra i vari modelli. Tuttavia, le resistenze dei rivenditori sulla Clipper furono molto forti.
A seguito della disastrosa situazione finanziaria del 1956, la Studebaker-Packard finì in amministrazione controllata, con alla guida il produttore di aeroplani Curtiss-Wright. Quest'ultima, presieduta da Roy T. Hurley, insistette per maggiori cambiamenti in seno alla società. Come prima mossa, la produzione Packard di Detroit fu interrotta, e la fabbricazione di automobili fu trasferita a South Bend, stabilimento principale della Studebaker. Un secondo intervento della Curtiss-Wright fu rivolto alle vetture Packard, che ora derivavano direttamente dai modelli Studebaker. Infatti le Packard prodotte tra il 1957 e il 1958 erano essenzialmente delle President modificate, al punto che alcuni soprannominarono questa serie di vetture Packardbaker. L'ultima Packard uscì dalle linee di montaggio nel luglio del 1958.
Uno spiraglio per uscire dalla crisi si aprì quando ci fu accordo sulle reti di distribuzione con la Daimler-Benz, con Hurley come mediatore. L'accordo fu considerato come una necessità, sia perché la Mercedes-Benz avrebbe potuto portare nuovo respiro alla delicata situazione economica della casa, sia per la possibilità di fornire nuovi prodotti più graditi alla rete di concessionarie, decisamente insoddisfatta, nel caso in cui la Studebaker-Packard avesse cessato la produzione delle proprie vetture. L'accordo prevedeva anche che la Studebaker-Packard avrebbe commercializzato dei modelli Mercedes-Benz. Gli effetti però non furono quelli sperati.
In questi anni ci fu l'ultimo tentativo di risollevare il marchio Packard. Una versione della Facel Vega 4 porte berlina, che era mossa da un motore Chrysler V8, fu rimarchiata Packard; tuttavia piani fallirono definitivamente quando la Daimler Benz decise di interrompere il rapporto.
Nel 1960 la Studebaker-Packard iniziò a diversificare la produzione con l'acquisto di aziende estranee al mercato automobilistico, tra cui:
- D. W. Onan & Sons – generatori elettrici
- Cincinnati Testing Labs – Ricerca su materie plastiche
- Gering Plastics – Produzione di materie plastiche
- Clarke Floor Machine Company - Macchine per pavimenti
- Gravely Tractors – trattori agricoli
- Chemical Compounds Company – Produttrice di additivi per conto della STP.

Nel 1961 Sherwood Egbert fu chiamato a presiedere la compagnia. L'aspettativa era quella di incentivare la diversificazione delle attività, dato che quella automobilistica languiva. Nella primavera del 1962, quattro anni dopo che l'ultima Packard era uscita dalle linee di montaggio, la compagnia eliminò il nome Packard dal suo nome legale, per tornare alla dicitura Studebaker Corporation.